# رئيس جمهورية الكونغو الديمقراطية
رئيس جمهورية الكونغو الديمقراطية (President of the Democratic Republic of the Congo) هو الرئيس المنتخب في الكونغو الديمقراطية مُمثلا رأس الدولة، وبحُكم منصبه فهو القائد الأعلى (رئيس الأركان) للقوات المسلحة لجمهورية الكونغو الديمقراطية.
ويرجع تاريخ منصب رئيس الكونغو الديمقراطية منذ أول دستور عام 1960 والذي يُعرف باسم القانون الأساسي. وشهد هذا المنصب عبر السنين اختلافات في صلاحياته، فمن دور محدود مشترك في السلطة التنفيذية، إلى رئيس وزراء، مرورا بدكتاتورية كاملة. يُمثل الرئيس بحسب الدستور الحالي أعلى سلطة في النظام نصف الرئاسي.
ويشغل منصب رئيس الجمهورية جوزيف كابيلا.

## سلطات الرئيس
أُنشئ النظام نصف الرئاسي بمقتضى الدستور الذي يحوي قوانين مُماثلة إلى حد كبير لقوانين الدستور الفرنسي. ويتمتع الرئيس بنفوذ كبير بشكل رسمي ومن الاتفاقية الدستورية بالرغم من أن رئيس الوزراء والبرلمان يشرفان بشكل هام على سن قوانين البلاد.
قد تكون القدرة على اختيار رئيس/رئيسة الوزراء هي من أقوى صلاحيلات الرئيس. ولكن، إذا قررت الجمعية الوطنية حل حكومة رئيس الوزراء، فإن على الرئيس تسمية رئيس وزرا ء جديد مدعوم من أغلبية أعضاء الجمعية.
- تؤدي مخالفة أغلبية أعضاء الجمعية لوجهات النظر السياسية للرئيس إلى ما يُسمى «بالتعايش السياسي». وفي هذه الحالة، تتقلص صلاحيات الرئيس وتُصبح السلطة الفعلية تعتمد على مساندة رئيس الوزراء والجمعية الوطنية، أي بمعنى أن الرئيس لايُشرف عليها بشكل مباشر.ومع ذلك، فإن المؤتمر الدستوري ينص على أن الرئيس هو من يوجه السياسة الخارجية للبلد ولكن مع تنسيق وزير الشؤون الخارجية.
- عندما تساند الجمعية الوطنية الرئيس، فإنه يتمتع بأدوار مهمة أخرى، ويمكن أيضا أن يدير سياسة الحكومة، وبالتالي قد يصبح منصب رئيس الوزراء صوريا نوعا ما.

ومن بين صلاحيات الرئيس:
- يقوم بسن القوانين.
- لديه قدرة محدودد لاستعمال الفيتو في القوانين، كما أنه قادر لمرة واحد في كل قانون على طلب مراجعته من قبل البرلمان.
- يطلب بمراجعة أي قانون من قبل المجلس الدستوري قبل إصداره.
- قادر على تقديم قانون من أجل الاستفتاء الشعبي ضمن شروط خاصة.
- يعين مسؤولين في مناصب هامة (مع موافقة مجلس الوزراء).
- يعين أعضاءَا في المجلس الدستوري.
- يستقبل السفراء الأجانب.
- يمنح عفوا للسجناء باستثناء المُدانين كما يمكنه أيضا تخفيف أو منع الأحكام الجنائية، فمثلا المجرمون المحكوم عليهم بالإعدام يمكن أن تُخفف عقوبتهم إلى السجن مدى الحياة.
- هو القائد الأعلى للقوات المسلحة، وبالتالي فهو يرأس المجلس الأعلى للدفاع.

## الانتخاب
يُنتخب الرئيس مباشرة بواسطة الاقتراع بحسب دستور 2006 لمدة 5 سنوات قابلة للتجديد مرة واحدة فقط. واُنتخب جوزيف كابيلا كأول رئيس بحسب هذا التشريع في انتخابات 2006. يتم اختبار ممثل رأس الدولة عن طريق اقتراعين اثنين لضمان حصوله على أغلبية الأصوات. وإذا لم ينجح أي من المرشحين في كسب الأغلبية فإن أول مرشحين اثنين ينسحبون من المنافسة. ويسمح هذا بتطور دور الأحزاب الصغيرة وبالتالي تأثيرها على المسيرة الانتخابية، مما يضمن نظاما متعددا الأحزاب بدلا من نظام الحزبين.
| المرشح                                       | الحزب                                                                            | الأصوات    | %      |
| -------------------------------------------- | -------------------------------------------------------------------------------- | ---------- | ------ |
| جوزيف كابيلا                                 | مستقل                                                                            | 7,590,485  | 44.81% |
| جان بيير بيمبا                               | حركة تحرير الكونغو                                                               | 3,392,592  | 20.03% |
| أنطوان جيزينغا                               | الحزب اللومومبي الموحد                                                           | 2,211,280  | 13.06% |
| نزانغا موبوتو                                | اتحاد الديمقراطيين الموبوتيين                                                    | 808,397    | 4.77%  |
| أوسكار كاشالا                                | الاتحاد من أجل إعادة إعمار الكونغو                                               | 585,410    | 3.46%  |
| أزارياس روبيروا مانيوا                       | التجمع من أجل الديمقراطية الكونغولية                                             | 285,641    | 1.69%  |
| بيار باي باي                                 | الفيدرالية الديمقراطية المسيحية - اتفاقية الفدراليين من أجل الديمقراطية المسيحية | 267,749    | 1.58%  |
| فنسنت دي بول لوندا-بولولو                    | تجمع القوى الاجتماعية والفيدرالية                                                | 237,257    | 1.40%  |
| جوزيف أولينغانكوي                            | القوى الجديدة من أجل الاتحاد والتضامن                                            | 102,186    | 0.60%  |
| بيار أناتولي ماتوسيلا                        | مستقل                                                                            | 99,408     | 0.59%  |
| أنتيباس مبوسا نيامويسي                       | القوى من أجل التجديد                                                             | 96,503     | 0.57%  |
| برنارد إيمانويل كاباتو سويلا                 | يو إس إل                                                                         | 86,143     | 0.51%  |
| يوجين ديومي ندونغالا                         | المسيحي الديمقراطي                                                               | 85,897     | 0.51%  |
| آخرون                                        |                                                                                  | 2,319,547  | 6.42%  |
| المجموع (نسبة الإقبال على الانتخابات 70.54%) | المجموع (نسبة الإقبال على الانتخابات 70.54%)                                     | 17,931,238 |        |
| المصدر: CEI-RDC                              |                                                                                  |            |        |

## شروط الترشح
ينُص الفصل 72 من الدستور لكل شخص يريد الترشح لمنصب رئاسة الجمهورية أن يحقق الشروط التالية:
- على أن يكون حاملا للجنسية الكونغولية الأصلية (مواطنا أصليا) المواطن الذي ينتمي للجماعات العرقية بمعنى الأشخاص الذين يسكنون الأراضي التي أصبحت ضمن جمهورية الكونغو الديمقراطية عند استقلالها.
- يبلغ من العمر 30 عاما على الأقل.
- يتمتع بكافة حقوقه المدنية والسياسية.

## الخليفة
بحسب الفصلين 75 و 76 فإن رئيس مجلس الشيوخ يقوم بتولي الحكم بشكل مؤقت بعد إعلان المحكمة الدستورية شغور المنصب في حال وفاة أو استقالة الرئيس. وتقوم اللجنة العليا للانتخابات بالتحضير للانتخبات في مدة 60 إلى 90 يوما.

## الإقامة

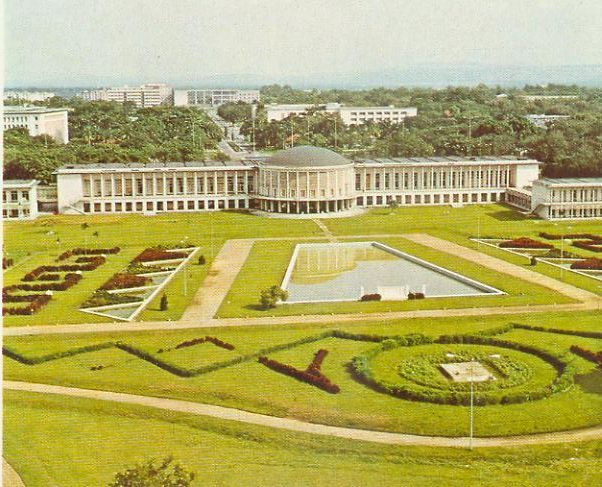
قصر الأمة (Palais de la Nation)
كينشاسا، الكونغو الديمقراطية

يقع المكتب الرسمي للرئيس (قصر الأمة) في مدينة كينشاسا. أم الإقامة فكانت في قصر تشاتشي بكينشاسا، وهو الآن غير مستعمل بعد أن تم نهبه عام 1997. أيضا قصر Palais de Marbre وهو مخصص للضيوف الأجانب وقصر Domaine de la Rwindi الذي يقع بغوما، كيفو الشمالية.

## روايط خارجية
- الموقع الرسمي للرئاسة
- قائمة رؤساء جمهورية الكونغو الديمقراطية